# Латинска црква у Старом Тргу
Латинска или Сашка црква (алб. Kisha e Shën Pjetrit) стара је католичка црква саграђена у 13. веку, у близини Старог Трга код Косовске Митровице. Од 1958. године је непокретно културно добро као споменик културе од изузетног значаја. Заштићена је као културно добро од стране самопроглашене Републике Косово.
Црква је била изграђена од стране рудара Саса и католичких трговаца из поморских градова током Српског краљевства. Црква је служила потребама католичке зајединице и први пут је споменута 1303. године. То указује да католичка заједница датира на овим подручју, тако барем до 13. века. Записи указују да је црква била активна све до 16. века. Током тог периода, заједно са овом црквом, католичка црква Свете Марије се такође помиње у Трепчи, и у 1448. години, помињу се 4 католичка свештеника. У 21. веку, црква је у потпуности у рушевинама и само стари део обимног зида је опстао. Једини зид који је опстао је главни део источног зида, са три апсиде. Грађевина је тип Базилике, укрштањем стилова са запада и истока, црква се приближава црквама рашке стилске групе. Облик и тип изградње зидова је индикација византијског утицаја.